# Павле Радованович
Павле Радованович (чорн. Pavle Radovanović, 21 серпня 1975, Подгориця) — чорногорський футбольний арбітр, арбітр ФІФА з 2008 року.
28 червня 2008 Радованович дебютувала на європейському рівні в матчі «Локомотив» (Тбілісі) і клубу «Етцелла» в Кубку Інтертото (2:2) і показав дев'ять жовтих карток. Перший матч збірних судив 27 травня 2008 року, в товариській грі Люксембурга і Кабо-Верде (1:1), показавши одну жовту картку Еріку Гофману.